# Burg Waterlappe
Die Burg Waterlappe ist eine abgegangene Wasserburg bei Bremen, einem Ortsteil der Gemeinde Ense im Kreis Soest in Nordrhein-Westfalen.

## Geschichte
Wohl in der zweiten Hälfte des 14. Jahrhunderts um 1365/70 wurde nach dem Ende der Burg Fürstenberg die Burg Waterlappe von der Familie von Fürstenberg errichtet. Im Jahr 1370 wurde sie zum Offenhaus der Stadt Soest erklärt. Sie war bis 1633 der Stammsitz der Familie von Fürstenberg und war Namensgeber einer Linie dieses Hauses. Die Burg war im 14. und 15. Jahrhundert eine starke Festung und diente den Angehörigen des Hauses als Basis für verschiedene Fehden. Für die Bedeutung spricht, dass sich hier eine Lehnskammer der Fürstenbergs mit adeligen und nichtadeligen Lehnsleuten entwickelte.
Es handelte sich um einen recht großen Vierflügelbau mit Gräften umgeben. Reste der Gräften sind noch im Gelände sichtbar. Während des truchsessischen Krieges wurde die Burg stark beschädigt und im Dreißigjährigen Krieg zerstört und nicht wieder aufgebaut.